# Christopher Vogler
Christopher Vogler – amerykański wykładowca struktur narracji i menadżer rozwoju projektów w Hollywood, autor przewodnika dla pisarzy pt. Podróż autora. Struktury mityczne dla scenarzystów i pisarzy.
Vogler pracował dla wytwórni Disney, Fox 2000 i Warner Bros. w dziale rozwoju projektów. Wykładał również na USC School of Cinema-Television, Division of Animation and Digital Arts oraz na UCLA. Prezes założonej w 1999 firmy Storytech Literary Consulting, która zajmuje się doradztwem przy scenariuszach i książkach przy wykorzystaniu ujęcia Voglera. Producent filmu pełnometrażowego P.S. Your Cat Is Dead i scenarzysta animacji Jester Till.
Vogler studiował na USC School of Cinema-Television. Zainspirowany książką Bohater o tysiącu twarzy, Vogler stworzył siedmiostronicowe memo dla hollywoodzkich scenarzystów A Practical Guide to The Hero with a Thousand Faces. Notatka została później rozwinięta w książkę pt. Podróż autora. Struktury mityczne dla scenarzystów i pisarzy.